# HADAG-Typ 2020
Unter dem Namen HADAG-Typ 2020 ist eine Baureihe von Hafenfähren bekannt, die in den Jahren 2017 und 2018 für die Hamburger Reederei HADAG Seetouristik und Fährdienst (HADAG) gebaut wurde. Sie sind ein vergrößerter Nachfolger des HADAG-Typs 2000. Die Schiffe können bis zu 400 Fahrgäste befördern und verkehren im Liniendienst im Hamburger Hafen im Rahmen des ÖPNV-Tarifs des Hamburger Verkehrsverbunds (HVV).
Die Schiffe, eine Eigenentwicklung der HADAG, sind für den Einmannbetrieb konzipiert, d. h. neben dem Schiffsführer wird kein weiteres Bordpersonal benötigt.

## Technische Daten
Die Schiffe werden dieselelektrisch angetrieben. Bei den Antriebsmotoren wurden elektrische Fahrmotoren des Siemens-Ecoprop-Systems verbaut. Diese treiben zwei Festpropeller an. Für die Stromerzeugung stehen zwei von Scania-Dieselmotoren angetriebene Generatoren zur Verfügung. Die Schiffe sind mit einem Bugstrahlruder ausgestattet. Das mögliche Fahrtgebiet erstreckt sich auf Binnenwasserstraßen bis zur See.
Die Schiffe verfügen über ein elektronisches Zählsystem, das die Anzahl der zugestiegenen Passagiere ermittelt, um sicherzustellen, dass nicht mehr als die zugelassenen 400 Personen befördert werden.

## Bauliste
| Name            | Indienststellung | Bild |
| --------------- | ---------------- | ---- |
| Elbphilharmonie | 2017             |      |
| Kehrwieder      | 2018             |      |